# Kerk van Stokken
De kerk van Stokken is een kerk gebouwd in 1878 in Saltrød, een plaats in de gemeente Arendal in de provincie Aust-Agder, Noorwegen.
De kerk staat op een helling. Ze werd oorspronkelijk gebouwd als kapel voor de Stokken-congregatie van de Austre Moland parochie. De kerk heeft een langwerpige structuur (Noors: langkirke) met vakwerkbouw. Ze werd ontworpen door Johan Christoff Friedrich Reuter en gebouwd door Carl Svendsen. De kerk werd ingewijd op 13 augustus 1879 en biedt plaats aan 400 personen.
Het altaarstuk, een beeltenis van Jezus in de tuin van Getsemane, werd geschilderd door Hedevig Lund voor de kerk van Austre Moland in 1869, maar het werk werd destijds niet goedgekeurd door de gemeente. Enkele jaren later werd het aan de nieuwe kerk in Stokken gegeven. Om te functioneren als altaarstuk moest aan het werk een nieuw stuk worden toegevoegd.
In 1929 decoreerde de meester-schilder, Emil Rummelhoff, de galerij van de kerk met een fries, met graanhalmen en druiven om de eucharistie te symboliseren. Op hetzelfde moment schilderde hij het gehele interieur van de kerk en voor de renovatie ter gelegenheid van de honderdste verjaardag van de kerk in 1979 werd, op aanbevelen van het Noors directoraat voor cultureel erfgoed, het ontwerp van Rummelhoff weerhouden.
De kerkklokken werden in 1879 gegoten in de Olsen Nauen klokkengieterij. Het orgel heeft negen schuiven en werd in 1928 gebouwd door Josef Hilmar Jørgensen in 1928.
De kerk is een beschermd monument onder referentie 85573-1.
De tekeningen voor de kerk van Stokken werden later gebruikt om de kerk van Færvik en de kerk van Bjorbekk te bouwen.